# Premios de la Asociación de críticos de cine de Austin 2009

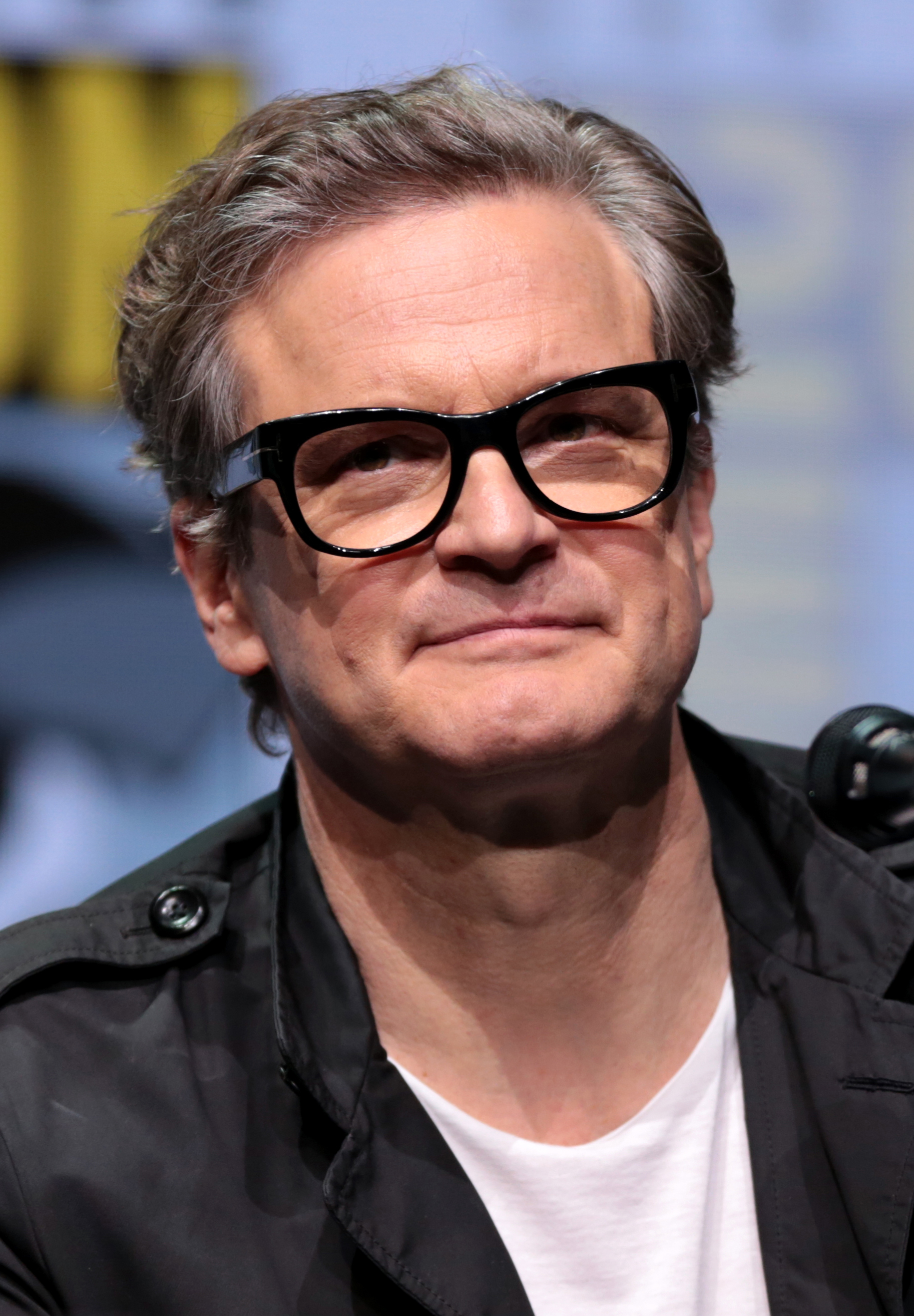
Colin Firth. Premiado en 2009

La Asociación de críticos de cine de Austin entregó sus premios del año 2009 a lo mejor en materia cinematográfica el día 15 de diciembre de ese mismo año.

## Premios
Mejor película
- The Hurt Locker (Kathryn Bigelow)

Mejor dirección
- Kathryn Bigelow, The Hurt Locker

Mejor actor
- Colin Firth, A Single Man

Mejor actriz
- Mélanie Laurent, Inglourious Basterds

Mejor actor de reparto
- Christoph Waltz, Inglourious Basterds

Mejor actriz de reparto
- Anna Kendrick, Up in the Air

Mejor guion original
- Quentin Tarantino, Inglourious Basterds

Mejor guion adaptado
- Jason Reitman, Sheldon Turner, Up in the Air

Mejor película extranjera
- Sin Nombre, México

Mejor película de animación
- Up

Mejor película documental
- Anvil!: The Story of Anvil

Mejor banda sonora
- Michael Giacchino, Up

Mejor fotografía
- Barry Ackroyd, The Hurt Locker

Mejor actuación revelación
- Christian McKay, Me and Orson Welles

Mejor primera película
- Neill Blomkamp, District 9

Austin Film Award
- Me and Orson Welles